# Parafia św. Kingi w Żegiestowie-Zdroju
Parafia św. Kingi w Żegiestowie-Zdroju – parafia rzymskokatolicka, obecnie samodzielny rektorat, znajdująca się w diecezji tarnowskiej, w dekanacie Piwniczna.